# Avance del encendido

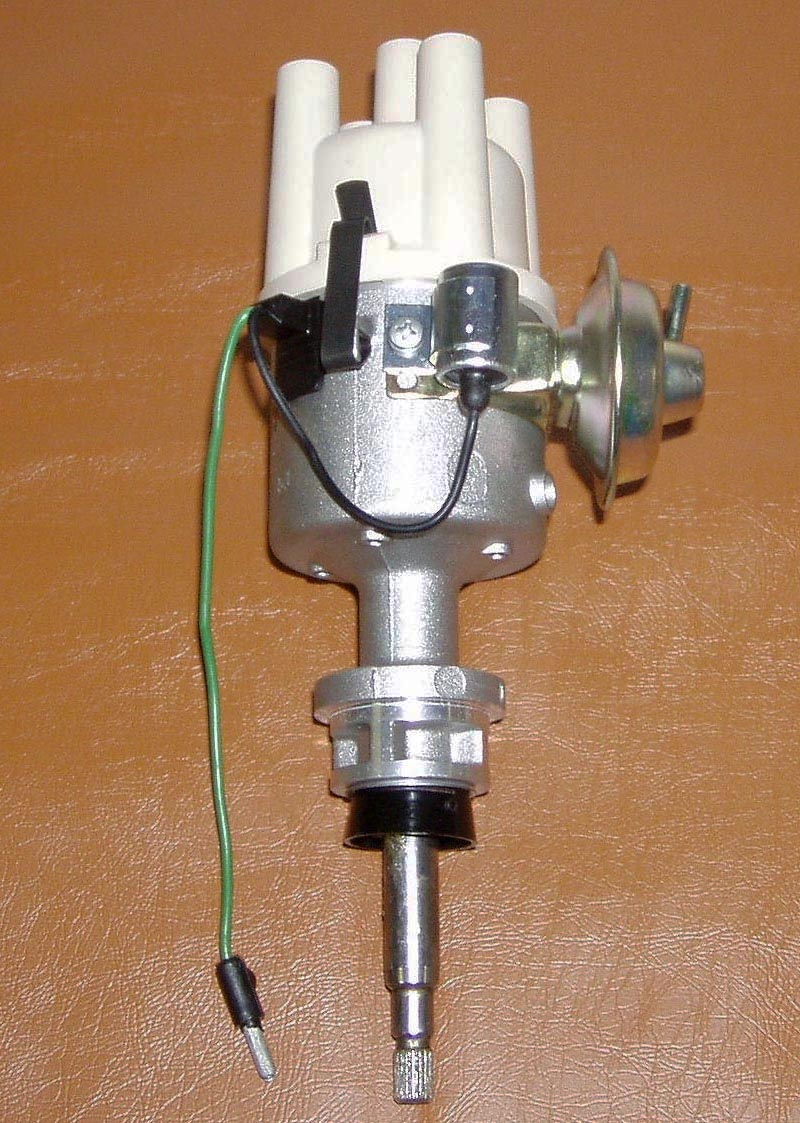
Interruptor-distribuidor de un motor de combustión interna de gasolina.

Avance del encendido o simplemente avance es, en un motor de combustión interna alternativo, el
ángulo que se adelanta la chispa al punto muerto superior (PMS) del pistón.
El avance es necesario ya que la explosión dentro de la cámara de combustión del pistón no se produce de manera instantánea, sino que la presión de la explosión tarda en llegar desde la bujía al pistón alrededor de 2 ms (El valor depende de la geometría de la cámara de combustión, combustible, presión, etc.). La máxima eficiencia del motor se obtiene cuando el pistón recibe la presión en el momento que se encuentra en el PMS, para aprovechar la explosión en todos los 180° del periodo de expansión de los gases. El avance es necesariamente variable cuando la velocidad del pistón cambia
o cuando las condiciones de la mezcla de gasolina o las del motor hacen que el tiempo de propagación de la explosión cambie, ya que una explosión antes del PMS puede destruir o desgastar el motor y la misma atrasada le resta potencia y eficiencia al motor.